# Rock Master 2011
Rock Master 2011 – międzynarodowe, elitarne, prestiżowe zawody we wspinaczce sportowej organizowane corocznie od 1987 roku we włoskim Arco, które w 2011 roku odbyły się w dniu 24 lipca.
Zawody wspinaczkowe podczas festiwalu w Arco we wspinaczce, które trwały w dniach 15–24 lipca były traktowane jako mistrzostwa świata we wspinaczce sportowej 2011. Jedynie konkurencja duelu kobiet i mężczyzn
była zaliczana (stanowiła) jako Rock Master 2011.

## Wyniki
Legenda
     * Konkurencje zawodów wspinaczkowych rozegrane tylko w ramach Rock Master zostały zaznaczone tym kolorem.
     * Zawodnicy (włoscy), organizatora zawodów  zostali zaznaczeni tym kolorem.
W kwalifikacjach do fazy finałowej w duelu wzięło udział 16 wspinaczy oraz 16 wspinaczek.
| Duel      |                          |         |                     |         |
| Mężczyźni | Mężczyźni                |         | Kobiety             | Kobiety |
| Miejsce   | Kraj / Zawodnik          | Miejsce | Kraj / Zawodniczka  |         |
|           |                          |         |                     |         |
| złoto     | Adam Ondra               | złoto   | Jana Czereszniewa   |         |
| srebro    | Thomas Tauporn           | srebro  | Johanna Ernst       |         |
| brąz      | Jakob Schubert           | brąz    | Sasha DiGiulian     |         |
| 4.        | Manuel Romain            | 4.      | Mina Markovič       |         |
| 5.        | Magnus Midtbø            | 5.      | Kim Ja-in           |         |
| 6.        | Ramón Julián Puigblanqué | 6.      | Angela Eiter        |         |
| 7.        | Sachi Amma               | 7.      | Katharina Posch     |         |
| 8.        | Cédric Lachat            | 8.      | Magdalena Röck      |         |
| 9.        | Gautier Supper           | 9.      | Christine Schranz   |         |
| 10.       | Min Hyun-bin             | 10.     | Yuka Kobayasi       |         |
| 11.       | Jewgienij Zazulin        | 11.     | Caroline Ciavaldini |         |
| 12.       | Jewgienij Owczinnikow    | 12.     | Charlotte Durif     |         |
| 13.       | Romain Desgranges        | 13.     | Jenny Lavarda       |         |
| 14.       | Michaił Czernikow        | 14.     | Maja Vidmar         |         |
| 15.       | Jorg Verhoeven           | 11.     | Alexandra Eyer      |         |
| 16.       | Sean McColl              | 11.     | Han Seu-ran         |         |